# Rodolfo Padrón
Rodolfo Padron (ur. 5 listopada 1927 w Hawanie, zm. 29 maja 2007 w Caracas) – wenezuelski zapaśnik walczący w stylu wolnym. Olimpijczyk z Helsinek 1952, gdzie zajął jedenaste miejsce w kategorii do 87 kg.
Wicemistrz igrzysk panamerykańskich w 1959 i szósty w 1955. Brązowy medalista igrzysk Ameryki Środkowej i Karaibów w 1954 i 1970 roku.

## Letnie Igrzyska Olimpijskie 1952
| Konkurencja      | Rundy eliminacyjne       | Rundy eliminacyjne  | Klas. końcowa |
| Konkurencja      | Przeciwnik I             | Przeciwnik II       | Miejsce       |
| ---------------- | ------------------------ | ------------------- | ------------- |
| 87 kg styl wolny | Henry Wittenberg (USA) P | Viking Palm (SWE) P | 11.           |